# Rutpert III. (Oberrheingau)
Rutpert III., auch als Robert III. bekannt (* wohl um 781; † vor 834), aus dem Geschlecht der Rupertiner war Graf im Oberrheingau und im Wormsgau und Vogt des Klosters Hornbach. Er gehört zu den Stammvätern der französischen Königsdynastie der Kapetinger, von dem auch die bis heute in Spanien herrschenden Bourbonen in direkter männlicher Linie abstammen.

## Leben
Rutpert war Sohn des gleichnamigen Grafen Rutpert II. (Hruodbertus) († 807) und folgte diesem als Graf im Worms- und im Oberrheingau; als solcher ist er erstmals 812 am Pfalzgericht zu Aachen bekundet. Rutpert stand bei Kaiser Ludwig dem Frommen in hohem Ansehen und wurde von diesem im Jahre 825, zusammen mit dem Mainzer Erzbischof Haistulph, zum Königsboten im Sprengel Mainz ernannt.
Er heiratete um 808 Wiltrud von Orléans (auch Wialdruth, Wialdrudt, Waldrada). Als Erbtochter des Grafen Hadrian von Orléans († 822) aus der Familie der Geroldonen und dessen Frau Waldrat aus dem Geschlecht der Widonen erbte sie wertvollen Besitz in Orléans, der ab 840 ihrem Sohn Robert dem Tapferen als Basis seines Aufstiegs im Westfränkischen Reich diente.
Rutpert starb spätestens 834; in diesem Jahr ist eine zu seinem Seelenheil gemachte gemeinsame Schenkung seiner Witwe und seines Sohnes Guntram an die Abtei Lorsch beurkundet.

## Nachkommen
Rutpert und Wiltrud (* um 785) hatten folgende Kinder:
- Oda heiratete Walaho IV., der nach 840 Graf im Wormsgau wurde; die beiden wurden vermutlich die Stammeltern der Salier.
- Guntram (815–837) war 834–837 Graf im Wormsgau
- Eine Tochter unbekannten Namens heiratete Megingoz I., der 876 als Graf im Wormsgau bezeugt ist.[1]
- Robert der Tapfere († 866), dessen Söhne Odo und Robert Könige des Westfrankenreichs wurden.